# Bolueta
Bolueta è una stazione della linee 1 e 2 della metropolitana di Bilbao.
Si trova lungo Telleria Kalea, nel quartiere Bolueta di Bilbao. È collegata alla stazione di Bolueta di Euskotren Trena.

## Storia
La stazione è stata inaugurata il 5 luglio 1997.